# Radio Alice
Radio Alice est une radio libre italienne diffusant de Bologne à la fin des années 1970,.
Elle commence à émettre le 9 février 1976 en utilisant un ancien émetteur de l'armée sur la fréquence 100,6 MHz. La radio est fermée par les carabinieri le 12 mars 1977. Radio Alice rouvre ensuite pour deux ans et s'aligne politiquement sur l'autonomie. Après sa fermeture définitive, la fréquence est attribuée par l’État à Radio Radicale.
Radio Alice couvre des sujets très larges : luttes ouvrières, poésie, leçons de yoga, analyses politiques, déclarations d'amour, recettes de cuisine, et musique, de Jefferson Airplane à Beethoven en passant par Area. Parmi les participants à la radio, se trouvent Franco "Bifo" Berardi, Maurizio Torrealta, Filippo Scòzzari et Paolo Ricci.